# Gemeni siamezi

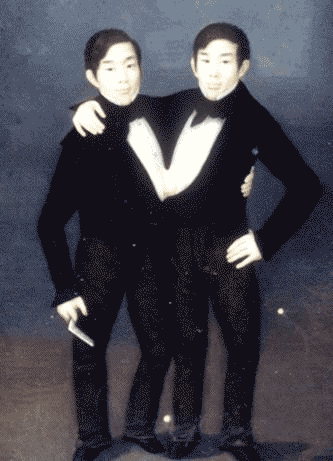
Gemeni siamezi. Chang și Eng Bunker (1835)

Gemenii siamezi sunt gemenii identici care sunt uniți din uter. Ei au anumite părți ale corpului comune. Este un fenomen rar ce se întâlnește cu frecvența de la 1 la 50,000 nașteri până la 1 la 200,000 nașteri. Denumirea lor provine de la un cuplu cunoscut de astfel de gemeni din secolul al XIX-lea din Siam (Thailanda de astăzi). 